# Lubok

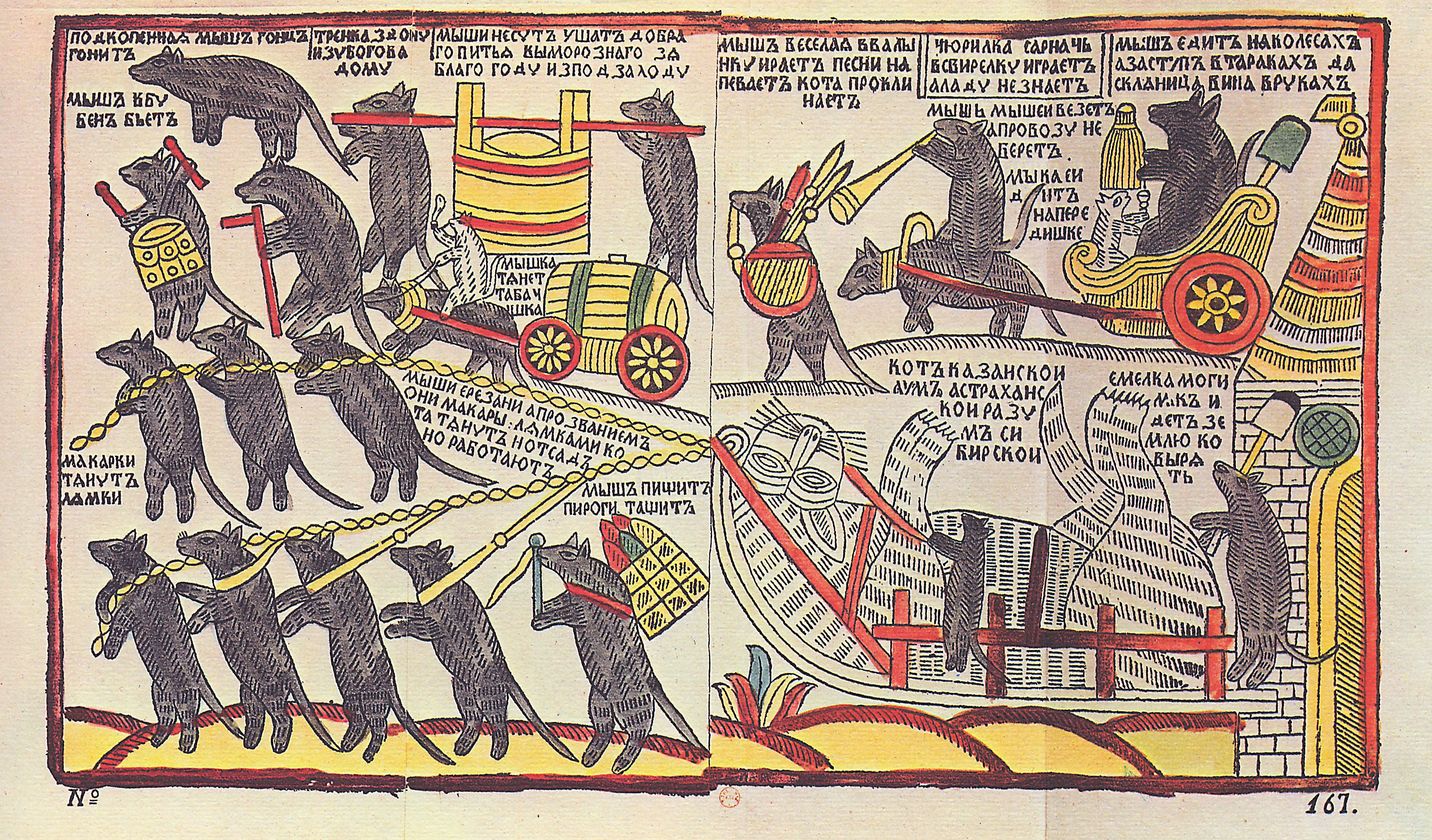
"Şoareci îngropând pisica", un lubok tipărit din 1760. Se crede că aceasta este o caricatură cu înmormântarea lui Petru cel Mare realizată de oponenții lui.

Lubok este o imprimare rusă populară și o varietate de artă populară rusă. 
În limba rusă timpurie lubok (ru. лубок, лубочная картинка) (de la sfârșitul sec. 17-lea - începutul secolului al 18-lea) au fost gravuri, apoi gravuri de metal, iar în secolul al 19-lea produse de litografie. Aceste gravuri uneori au apărut în serie, care ar putea fi considerate ca și predecesori a benzii desenate moderne. 
Cuvântul rusesc lubok se traduce ca scoarță interioară a teiului și se referă la tehnica de gravură în lemnul din coaja de copac a teiului, care este folosit ca material comun în Rusia pentru producerea diverselor obiecte cum ar fi: pantofi, coșuri, pieptare etc.

## Clasificări
Folcloristul Dmitri Rovinschi este cunoscut pentru munca sa de clasificare a lubokurilor. Sistemul său este foarte detaliat și extins. Categoriile sale principale sunt următoarele: "ilustrații pentru icoane și evanghelii; virtuțile și femeile de moravuri ușoare; profesori, alfabetul și numerele; calendare și almanahuri; lecturi ușoară; romane, basmele populare, legende epice, povești despre Patimile lui Hristos, Judecata de Apoi și despre suferințele martirilor populari, refaceri, inclusiv festivitățile Maslenitsa, comedii cu păpuși, beții, muzică, dans, precum și spectacole; glume și satire legate de Ivan cel Groaznic sau Petru I al Rusiei; satire adoptate din surse străine; rugăciuni populare și desene informative guvernamentale cu caracter de afiș, inclusiv proclamații și știri". Multe lubokuri pot fi clasificate în mai multe categorii.

## Galerie

Lubokuri rusești
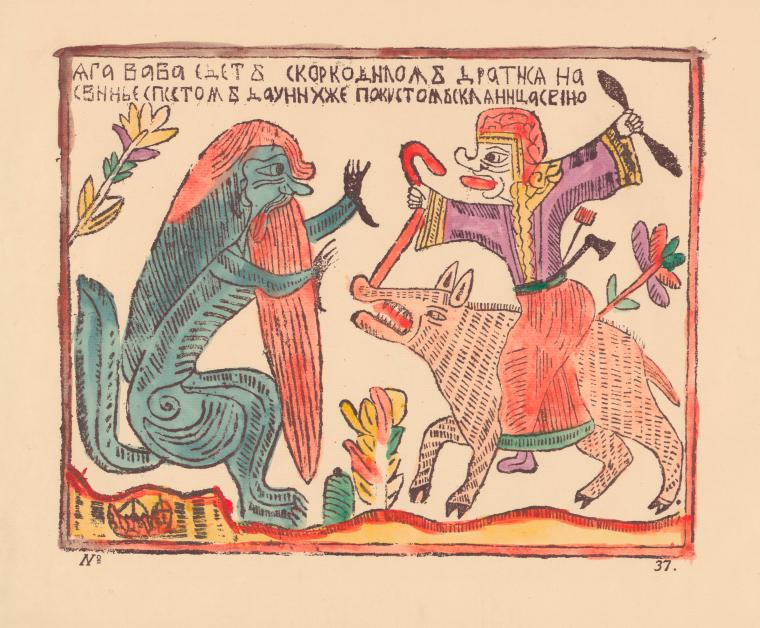
O încăierare între Baba Iaga (călare pe un porc) și un demon cu caracteristici de crocodil.
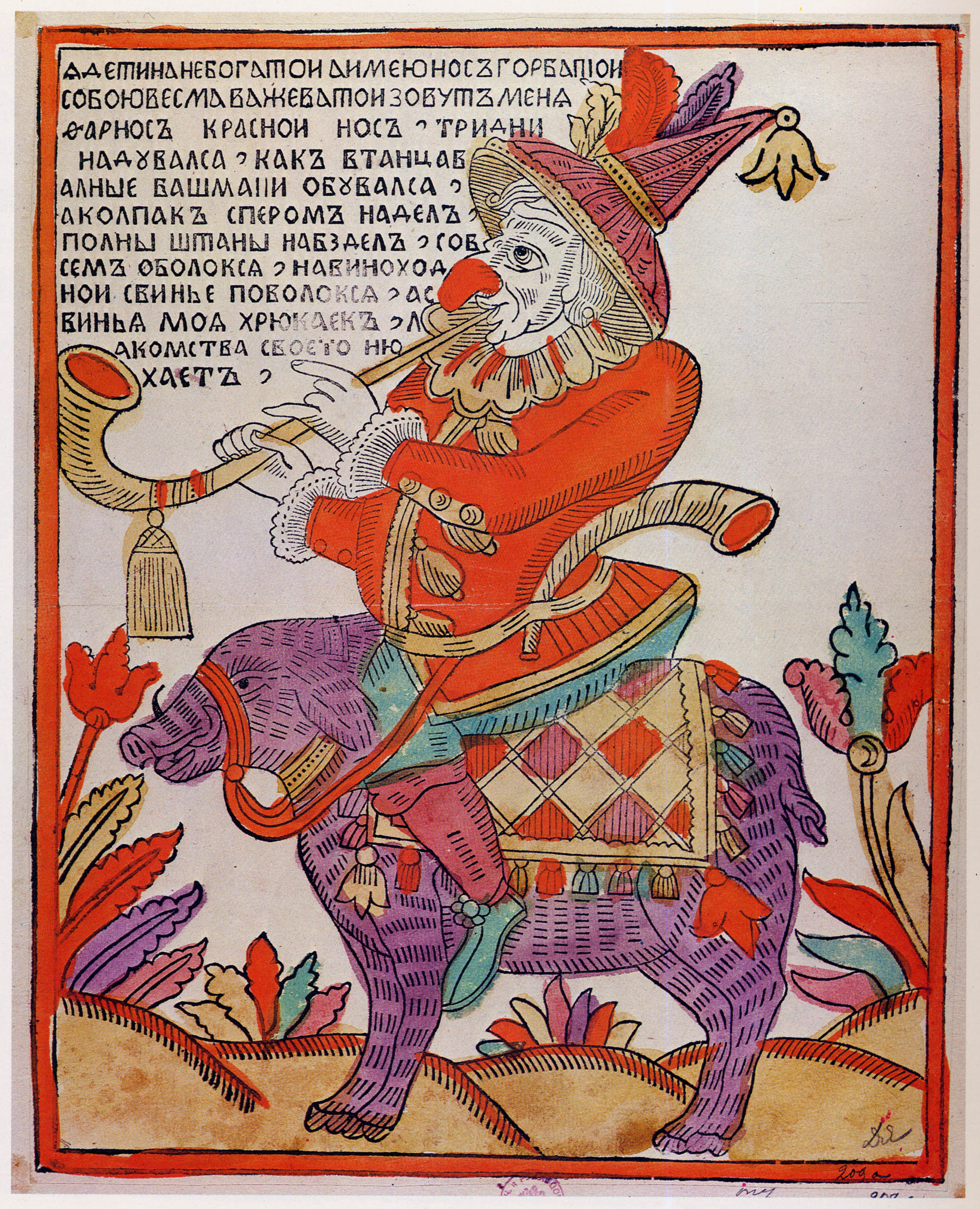
"Un glumeț și nevasta lui". Lubok din sec. 18, adoptat după o imprimare germană.
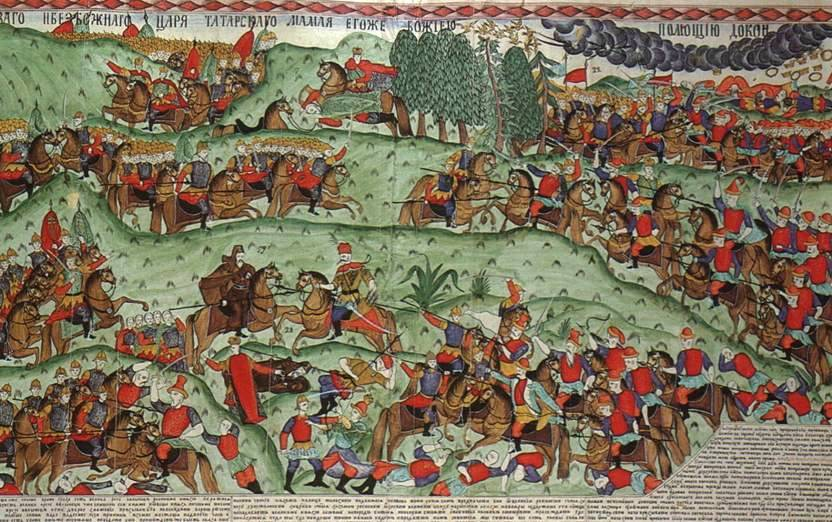
"Bătălia de la Kulikovo". Un lubok cu dimensiuni mari, realizat de mână, autor I.G. Blinov.
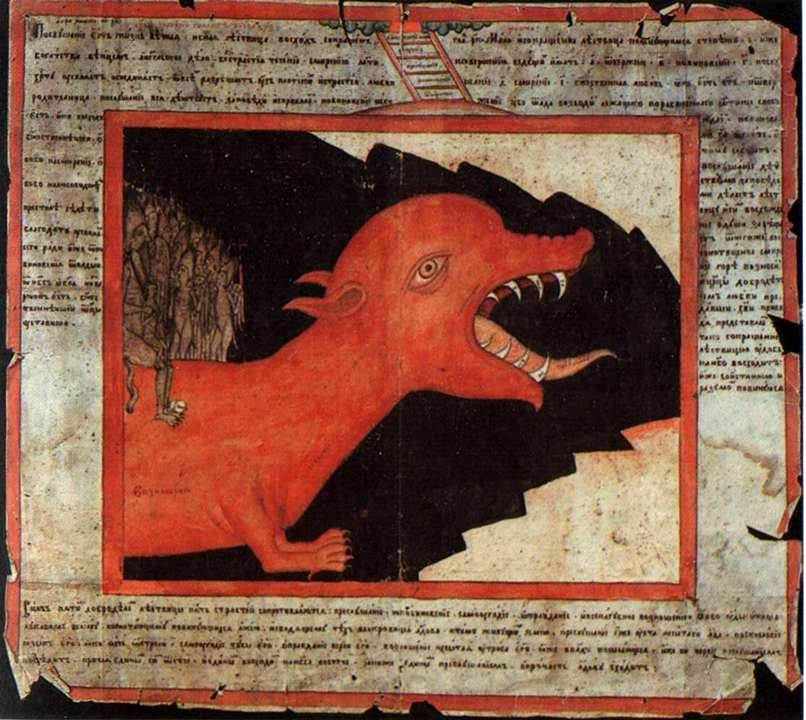
"Un monstru din iad". Un lubok de mână din sec. 19, rusesc.